# Hermandad de Santiago (Écija)
Bajo el título de Hermandad y Cofradía de Penitencia del Santísimo Cristo de la Expiración, Nuestra Señora de los Dolores y Nuestro Padre Jesús Nazareno de la Misericordia en las Negaciones y Lágrimas de San Pedro, esta cofradía ecijana realiza su salida cada Martes Santo con tres pasos: misterio de las Negaciones y Lágrimas de San Pedro, Expiración de Cristo y la Virgen de los Dolores. La Hermandad tiene su sede en la Parroquia de Santiago el Mayor, donde reside desde su fundación en el año 1579.

## Historia
Los orígenes de esta hermandad se remontan al año 1579, cuando fue aprobada la Regla de la cofradía de disciplina de Nuestra Señora de la Encarnación. Con el paso de los siglos, la hermandad aumentó el número de sus advocaciones y modificó su nombre, permaneciendo siempre establecida en la Parroquia de Santiago el Mayor.
La Regla de la hermandad de Nuestra Señora de la Encarnación, compuesta de 16 capítulos, fue ampliada en 1759 para adaptarse a los nuevos tiempos, intitulándose a partir de ese momento Hermandad del Cristo de la Expiración, nombre con el que ha llegado hasta nuestros días. La cofradía de la Encarnación celebraba cada 25 de marzo la fiesta de su Titular con un cabildo general, al que estaban obligados a asistir todos los hermanos y oficiales, rindiéndose culto a la Encarnación de Nuestra Señora en una función solemne.
La procesión anual de Semana Santa tenía lugar durante la tarde del Martes Santo; todos los participantes debían acudir confesados y comulgados a la Parroquia de Santiago. Celebraban muchas misas en honor a los hermanos difuntos. En líneas generales, estas son las disposiciones establecidas por la Regla de la cofradía de la Encarnación, y aprobadas el 1 de junio de 1579 por el Provisor del Arzobispado de Sevilla. La cofradía efectuaba su estación de penitencia anual portando una imagen de Nuestra Señora de la Encarnación. 
A partir de 1680 se incorporó el Cristo de la Expiración y, durante el siglo XVIII, Nuestra Señora de los Dolores (en 1713) y Jesús de la Misericordia (en torno a 1728). Las reglas se renovaron el 30 de agosto de 1759. En este documento, la corporación ya se intitula Hermandad del Cristo de la Expiración, rindiendo también culto a Nuestra Señora de los Dolores. Aunque no se nombra la advocación del Nazareno de la Misericordia, la Hermandad ya procesionaba con él desde 1728 el Martes Santo, en un paso acompañado por San Pedro.. La procesión se mantiene en la tarde del Martes Santo, procesionando con los atributos de la Pasión, lo que motivó el enfrentamiento con la cofradía de la Coronación de Cristo, de la Parroquia de San Gil, que procesionaba también -el Lunes Santo- portando las citadas insignias o jeroglíficos de la Pasión. La hermandad de la Coronación principió autos contra la de la Expiración en 1759, y ésta logró que la Coronación exhibiera su Regla, ya que pudo demostrarse que la cofradía de San Gil había sido fundada en 1581, dos años más tarde que la de la Encarnación. Ambas cofradías desistieron del pleito en el mismo año, 1759, portando ambas cofradías los tributos de la Pasión
Sobre la historia de esta hermandad durante los siglos XVIII y XIX. En 1833, la cofradía se autodenominaba Confraternidad de Nuestra Señora de los Dolores, aunque continuaba rindiendo culto a sus tres Imágenes titulares y a la antigua advocación de Nuestra Señora de la Encarnación. En los primeros años del siglo XX, la escasez de recursos económicos hizo que decayera su actividad. Entre 1908 y 1936 no efectuó estación de penitencia, celebrando únicamente el septenario de Nuestra Señora de los Dolores; estos cultos llegaron a interrumpirse durante la Guerra Civil. En 1940 se reanudan los cultos, pero no así las procesiones; a partir de 1942 se alzaron voces que proponían la creación de una hermandad que aglutinase a los estudiantes ecijanos en torno al Cristo de la Expiración. En 1954, a propuesta del párroco de Santiago, se celebró un cabildo general de elecciones para reorganizar la hermandad que no obtuvo el fruto deseado; reiterado de nuevo el intento, en 1962, cristalizó con la creación de una comisión gestora que llevó en Vía Crucis al Cristo de la Expiración, hasta las parroquias de Santa María, San Juan y Santa Cruz, acompañado por más de 500 devotos. La nueva hermandad de la Expiración inició su estación de penitencia en la Semana Santa de 1965 y es la que, con renovadas energías, mantiene vivos aún el mismo fervor y devoción religiosa que, en 1579, unieron a un grupo de ecijanos de la collación de Santiago. El 24 de marzo de 1990, la Infanta de España Dª Cristina de Borbón y Grecia aceptó el ofrecimiento hecho por la hermandad para ostentar el título de Camarera de Honor de sus Venerables Imágenes.

## Reseña artística
- La imagen de Nuestro Padre Jesús de la Misericordia es una escultura articulada, levemente anatomizada y preparada para ser vestida con túnica de tela, atribuido al sevillano Montes de Oca, en torno a 1728, año en que se deposita en su Capilla. El misterio (incluido el Cristo) sale por última vez en el Santo Entierro Magno de 1937. En 1962, al reorganizarse la hermandad del Cristo de la Expiración, esta Imagen quedó relegada y sin culto. En 1996 ha sido incorporada a la cofradía, saliendo por primera vez de nuevo en 1998, llevando a cabo su restauración en 1995 el escultor ecijano Rafael Amadeo Rojas Álvarez, asimismo autor de las restantes figuras que componen el nuevo paso de misterio: dos sayones, un centurión romano a caballo, José de Arimatea, San Juan Evangelista, San Pedro, la mujer y el hombre acusadores y el gallo.
- El Santísimo Cristo de la Expiración  es obra barroca de gran expresividad y realismo, tallada en 1680 por el escultor sevillano Pedro Roldán. Fue costeada por la hermandad de las Ánimas -probablemente fusionada con la de la Encarnación-. La Imagen fue restaurada en 1991 por José Rodríguez Rivero-Carrera. Se finalizó el día de la Hispanidad 12 de octubre, celebrándose un Vía Crucis de regreso de Casa de los Duques de Almenara Alta, donde se restaura, hasta su sede.
- Nuestra Señora de los Dolores es una imagen de candelero. Reproduce el modelo iconográfico del Stabat Mater, por lo que dirige su mirada implorante hacia la Cruz. Data de 1713 y fue realizada en la ciudad de Sevilla, que fue donada a la Hermandad por los eclesiásticos. Fue restaurada en 1991 por José Rodríguez-Rivero Carrera.

## Marchas dedicadas
- Stabat Mater - Jacinto Manuel Rojas Guisado (2001)

## Túnicas
Misterio: túnica y capa blanca. Capillo blanco con escudo bordado y cíngulo de esparto.
Crucificado: túnica y capa blanca. Capillo rojo con escudo bordado y cíngulo de esparto.
Virgen: túnica y capa blanca. Capillo morado con escudo bordado y cíngulo de esparto.

## Paso por Carrera Oficial
| Predecesor: La Yedra (Lunes Santo) | Orden de entrada en Carrera Oficial (Martes Santo) Única hermandad que realiza estación de penitencia este día | Sucesor: San Gil (Miércoles Santo) |

## Curiosidades
- El misterio salió por última vez en el Santo Entierro Magno de 1937, volviéndose a recuperar en el año 1998. Es el misterio más grande de toda la Semana Santa ecijana, y también el que más imágenes posee.
- La imagen de Nuestra Señora de los Dolores es la Dolorosa más alta y con el manto más grande de la Semana Santa ecijana; además, es una de las pocas imágenes marianas de la ciudad que no lleva palio.
- Es de las hermandades ecijanas con mayor patrimonio, pero que por causas desconocidas permanece oculto sin apenas dataciones o referencias fotográficas y bibliográficas. El día que la Hermandad descubra todo lo que tiene, será un antes y un después.
- El Cristo de la Expiración no lleva ni potencias ni corona de espinas, insignias que porta un hermano nazareno sobre un cojín.
- En el año 2013, se conmemora el 300 Aniversario de la llegada de la Virgen de los Dolores a Écija. Como broche de oro a los multitudinarios actos extraordinarios, la Dolorosa salió en septiembre de 2013 en salida extraordinaria por las calles del pueblo y con un recorrido diferente al del Martes Santo.
- Es conocida también como la Hermandad de los Estudiantes.
- En el año 1967, Nuestra Señora de los Dolores procesionó en el paso del Cristo de la Expiración en forma de "Stabat Mater".
- Nuestra Señora de los Dolores de Santiago el Mayor proseciono de forma extraordinaria un 11 de octubre en la Magna Mariana del 2015. Apoyando así el Voto Concepcionista de Écija. Lo hace acompañada por la banda de las Golondrinas, Vélez-Málaga.